# Šeng-nan
Šeng-nan (čínsky pchin-jinem shèngnán, znaky 剩男), doslova „nepotřebný, zbytečný muž“ je čínská fráze používaná pro muže většinou starší 30 let, kteří si nejsou schopni najít partnerku.
V 21. století je rozdíl mezi počtem mužů a žen v Číně relativně vysoký a je jedním z nejméně vyvážených na celém světě. Podle statistik na každých 100 čínských žen připadá 114 mužů. Tento rozdíl v reálu tvoří „přebytek“ 30 milionů mužů.
Přebytek mužů nad ženami je jedním z důsledků politiky jednoho dítěte. Hledání partnera ztěžují i genderové nerovnosti, a rozdíl počtů mezi pohlavími roste. Podle odhadu webu worldometers.info žilo roku 2020 v Číně cca 1,42 miliardy lidí; z toho 749 milionů mužů a 694 milionů žen. Rozdíl bude každým rokem narůstat a proto se počet mužů, kteří nebudou mít možnost najít si ženu, bude také zvyšovat.[zdroj?]
Číňané se tradičně navzájem poznávají na studiích, a tam si většinou také najdou partnera. Smolařům s hledáním partnera  pomáhají rodiče. V Šanghaji existuje tzv. „manželský trh“, rodiče nesezdaných dospělých chodí do parku, aby si vyměnili informace o svých dětech v naději, že najdou někoho s vhodným věkem, vzděláním a majetkem. To se často děje bez vědomí dětí.[zdroj?]
Čínský nový rok téměř vždy byl vhodným obdobím, kdy si staří mládenci mohli najít partnerku, protože během prázdnin od konce ledna až do poloviny února bylo zvykem navštívit příbuzné a přátele.
Tradiční způsoby hledání snoubenců postupně ustupují online seznamování. Aplikace pro hledání partnera nahradily klasické návštěvy. V roce 2014 byly v Číně nejpopulárnější tři aplikace: Bilin, Momo a Tantam. Momo používalo přibližně 60 milionů lidí, z nich bylo 35 % žen. Věk uživatelů se pohyboval od 17 až 25 let.